# بيدرو سارابيا
بيدرو ألسيدس سارابيا أتشوكارو (بالإسبانية: Pedro Sarabia) (مواليد 5 يوليو 1975 في أسونسيون) هو لاعب كرة قدم باراغواياني دولي سابق والمدرب الحالي لنادي ليبرتاد. كان يجيد اللعب كمدافع وسبق له أن لعب في كأس العالم لكرة القدم مع منتخب بلاده.

## روابط خارجية
- بيدرو سارابيا على موقع الاتحاد الدولي (مؤرشف)  (الإنجليزية)
- بيدرو سارابيا على موقع قاعدة بيانات كرة القدم.إي يو (الإنجليزية)
- بيدرو سارابيا على موقع ناشيونال فوتبول تيمز (الإنجليزية)
- بيدرو سارابيا على موقع Soccerway.com (الإنجليزية)
- بيدرو سارابيا على موقع عالم كرة القدم.نت (الإنجليزية)
- بيدرو سارابيا على موقع كووورة